# 福山あさき
福山 あさき（ふくやま あさき、1995年5月30日 - ）は、日本の女性声優、YouTuber、モデル。神奈川県出身。

## 概要
- 高校時代に声優を志し学業の傍ら4年間養成所に通うも、事務所への所属は叶わず一旦挫折[4][8]。
- 短大卒業後はフリーモデル、インスタグラマーとして活動ののち、インフルエンサー事務所HUITMOREに所属[8][2]。
- 2017年4月には株式会社THECOOが運営する会員制のファンコミュニティアプリFANICONにて《アサキの実》を開設。ファンアプリ限定の写真や動画の投稿、ライブ配信、チャット等のコンテンツでファンと交流[9][10]。
- 同年8月にはASMR動画を中心とするYouTubeチャンネルを開設し動画の投稿を行うとともに、撮影モデルやインフルエンサーとして幅広く活動[4][11][12]。グッズ販売やファンイベント等も行う[13]。
- 2019年に実施されたアプリゲーム『ロストアーカイブ』CVオーディションに合格したことから、2020年3月より声優事務所のクレールへ所属[4][14]。この作品が声優デビュー作品となる。
- 2021年7月放送開始の地上波アニメ『女神寮の寮母くん。』ではフレイ役にて初のメインキャストを務める[15]。
- 同年9月公開のアニメ映画『カラミティ（英語版）』日本語吹替版では主人公マーサの声と主題歌を担当。前年公開のアニメ映画『マロナの幻想的な物語り』の通行人役から飛躍の大抜擢[4][16]。
- 2024年5月より、クレールを退所しフリーで活動。
- 推しマークは“🐤🍨”
- 愛読書は蒼井ブルー『君を読む』、スイミー『愛なんてきっと、そこにある』、小西樂『今日の終わりに』[6]。
- アイスクリームが大好物[6]。
- 漢字検定2級所持。
- 特技はメガハウスのおもちゃ「ピコピコモグラキング」。満点の腕前[17]。

## 出演
太字はメインキャラクター。

### テレビアニメ
2021年
- スーパーカブ（店員）
- 女神寮の寮母くん。（フレイ）

2022年
- 錆色のアーマ-黎明-（アゲハの姉、里の人たち）
- デート・ア・ライブIV（女性）

2025年
- アサティール2 未来の昔ばなし（ナフラ）

### Webアニメ
- ミニ豆ちゃん シーズン3（2022年、母親、あずき2、タピオカ5、客豆3）
- ミニ豆ちゃん シーズン4（2022年、あずき1、はなちゃん、貴婦人タピオカ、人間、プチタピオカ1）

### ゲーム

#### アプリゲーム
2020年
- ロストアーカイブ（弔う聖女）
- ウチの姫さまがいちばんカワイイ（宝鑑姫 クリスタ・ジュエリィ）
- 感染×少女（黒神ほとり、恋葉奈つわり）
- ゴエティアクロス（ボベル）
- 刻のイシュタリア（蒼穹の魔女 エンカル、鏡刻の蒼魔女エンカル）

2021年
- ステラメイデン～リフレクスター～（金星、ベヒーモス、アルデバラン）
- AOD-龍神無双-（騎士団団長アビディス、錬金術師モコナ）
- クッキーラン: キングダム（シュガーノーム、魔法学園の生徒）
- Infinite Galaxy（ルビア・ヴォン・ヘッセン）

2022年
- メモリア～夢の旅人と双子の案内人～（ミナ）
- フェアリースフィア（ピンクローズ、椿）
- ヴェルヴェット・コード（ロンドン、リッチモンド、アドミラル・シェーア）

2023年
- ハツリバーブ（ステファニー）
- パルティグランデ(旧:奏でて女子校)（エフィー、オディール、パミーナ）

#### PCゲーム
- 星界神話-ASTRAL TALE-（2020年、戯遊の双星 アン＆シイ[3]）
- CLOSERS（2020年、バイオレット[36]）

#### 携帯型ゲーム
- スペードの国のアリス～Wonderful White World～（2021年） - Nintendo Switch版
- SympathyKiss（2022年） - Nintendo Switch版

### 吹き替え
- マロナの幻想的な物語り（2020年、通行人2[37]）
- カラミティ（英語版）（2021年、マーサ・ジェーン[4][7]）
- ミューン 月の守護者の伝説（英語版）（2022年、ファン2、村人2[38]）

### インターネット番組
- 『Ash Tale-風の大陸-』アカウントリレー実況配信（2020年、司会[39][40]、2020年7月11日 - 9月19日、Mildom）
- 福山あさきの『今夜、あさ姉に会いに来てくれますか？』(2021年、パーソナリティ[41]、2021年9月5日 - 、ニコニコ生放送）

### 朗読劇
- 東京怪獣物語 （2024年、マンドル）
- シアター （2024年、樋口もな）

### ボイスドラマ
- セカイノカケラ 杖の神託編（2024年、桜井雫）

## メディア活動履歴

### 雑誌
- Ray（おしゃれヘアカタログ2017 Spring＆Summer[42]、主婦の友社）
- ar（2017年6月号[43]、主婦と生活社）

### web広告
- ゼクシィ恋結び
- Yahoo!パートナー
- ZOZOTOWN（ガルデノール／mangrove）
- 髪の総合情報サイト　頭美人[44]
- ポカリスエット　『ポカリ、のまなきゃ』
- プロアクティブ『ニキビをなくして告白！』

### ポスター
- レッツエンジョイ東京（『TOKYO TREND RANKING』2018年7月号 表紙）[12]
- 横浜大世界／横浜博覧館
- 花王エッセンシャル (シャンプー)flat

### テレビ
- なじラテ（2019年2月23日[45]、BSN新潟放送）

### ラジオ
- おーたPの部屋（2018年10月18日、2019年3月14日、2019年9月26日、渋谷クロスFM）
- FANICON ラジオCM

### ネット
- ひかりTVチャンネル『世界イチ贅沢な日常会話～30分見るだけ新書～#6』（ひかりTV）
- mapleダイエットチャンネル『 細江啓太郎の「食べて痩せるダイエット」』[46]（AmebaFRESH!）

### MV
- ミラキャラバン『そらみみ』